# Лагојск
Лагојск (блр. Лагойск, рус. Лого́йск) је град у централном делу Белорусије у Минској области. Административни је центар Лагојског рејона. Лежи на обалама реке Гајне на око 36 км североисточно од главног града земље Минска. Недалеко од града пролази аутопут М3 који повезује Минск са Витебском.
Према процени из 2012. у граду је живело 11.549 становника.

## Историја
Насеље се први пут помиње у аналима из 1078. под именом Лагожск и као саставни део Полоцке кнежевине. Почетком XII века постаје центар Лагошке кнежевине која у XIII веку постаје саставни део Литванске кнежевине.
Град је током рата против Кримских Татара 1505. опљачкан и спаљен. Током Великог северног рата (1700/21) окупиран је од стране шведских трупа и тада је до темеља срушен тадашњи дворац на чијем месту је 1765. подигнут гркокатолички манастир.
Од 1793. саставни је део Руске Империје. У периоду 1814/19. у насељу је подигнут дворац Тишкевича који је срушен током Другог светског рата. У граду је 1842. основан археолошки музеј чија је колекција послужила као основа приликом градње Вилнуског археолошког музеја.
Током 1890-их година у граду је живело око 1.180 становника, од којих су већина били Јевреји. Постојала је синагога и јеврејски молитвени дом, те православна и католичка црква.
Лагојск је од 1924. административни центар Лагојског рејона, а исте године добио је и статус варошице. Статус града ужива од 1998. године.

## Становништво
Према процени, у граду је 2012. живело 11.549 становника.
| 1979. | 1989. | 1999. | 2009.  | 2012.  |
| ----- | ----- | ----- | ------ | ------ |
| 5.320 | 7.992 | 7.992 | 10.706 | 11.549 |

## Међународна сарадња
Град Лагојск има потписане уговоре о међународној сарадњи са следећим градовима:
- Протвино, Русија
- Ласк, Пољска
- Демирташ, Турска
- Мадона, Летонија